# Lazzaro Opizio Pallavicini
Lazzaro Opizio Pallavicini (ur. 30 października 1719 w Genui, zm. 23 lutego 1785 w Rzymie) – włoski kardynał.

## Życiorys
Pochodził ze szlacheckiej rodziny, był synem senatora Paologirolama Pallaviciniego i Giovanny Serry. Studiował na Collegio Clementino oraz na Sapienzy, gdzie uzyskał stopnień doktora utroque iure. Następnie rozpoczął pracę w Kurii Rzymskiej – był m.in. referendarzem Najwyższego Trybunału Sygnatury Apostolskiej (od 1745) i gubernatorem Marchii Ankońskiej (od 1751). 10 marca 1754 otrzymał święcenia diakonatu, a dziewięć dni później prezbiteratu. 1 kwietnia tego samego roku został arcybiskupem tytularnym Nafpaktos, a sakrę otrzymał sześć dni później. W maju 1754 został nuncjuszem apostolskim w Neapolu, a w 1760 – w Hiszpanii.
26 września 1766 został kreowany kardynałem prezbiterem i otrzymał kościół tytularny SS. Nereo e Achilleo. Rok później zrezygnował w funkcji nuncjusza, a stan zdrowia zmusił go do powrotu do Rzymu. Przez krótki czas był także legatem w Bolonii. 19 maja 1769 został mianowany sekretarzem stanu Stolicy Apostolskiej. W 1774 został protektorem zakonu celestynów, a od 1775 prefektem Kongregacji Soborowej w zastępstwie nieobecnego kardynała Carlo Vittorio Amadeo della Lanze. Od stycznia 1776 do lutego 1777 pełnił także rolę kamerlinga Kolegium Kardynałów. Od 1781 był także protektorem zakonu dominikanów.